# Chāpar
Chāpar är en ort i Indien.   Den ligger i distriktet Dhuburi och delstaten Assam, i den östra delen av landet, 1 300 km öster om huvudstaden New Delhi. Chāpar ligger 42 meter över havet och antalet invånare är 19 301.
Terrängen runt Chāpar är platt åt sydväst, men åt nordost är den kuperad. Runt Chāpar är det tätbefolkat, med 476 invånare per kvadratkilometer. Chāpar är det största samhället i trakten. Trakten runt Chāpar består till största delen av jordbruksmark.